# Windows, Icons, Menus and Pointing device
« WIMP (informatique) » redirige ici. Pour les WIMPs en cosmologie et en physique théorique, voir Weakly interacting massive particles.
 (novembre 2013).
Si vous disposez d'ouvrages ou d'articles de référence ou si vous connaissez des sites web de qualité traitant du thème abordé ici, merci de compléter l'article en donnant les références utiles à sa vérifiabilité et en les liant à la section « Notes et références ».
Windows, Icons, Menus and Pointing device (« fenêtres, icônes, menus et dispositif de pointage »), plus connu sous son acronyme WIMP, est le paradigme des bases fonctionnelles d'une interface graphique en informatique (et sur certains smartphones).

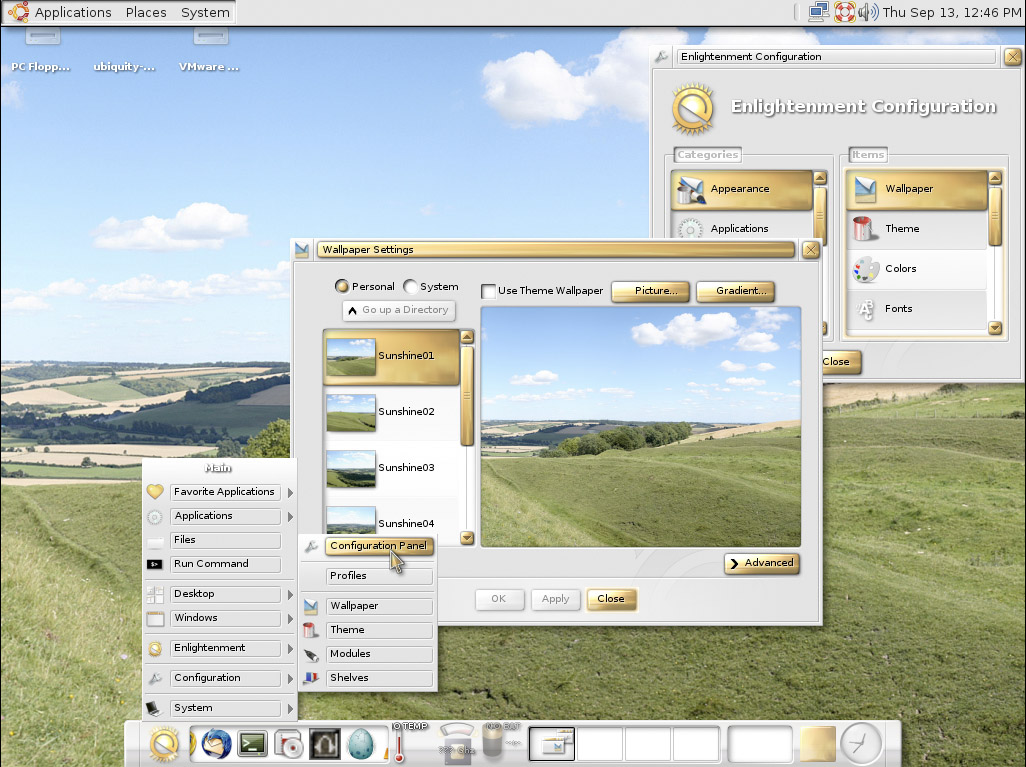
Fenêtres, icônes, menus et pointeur.

Bien que le terme soit tombé en désuétude, certains l'utilisent comme un synonyme approximatif pour interface graphique (GUI). Toute interface utilisant des images peut être appelée GUI, et les systèmes WIMP dérivent de ces systèmes. Pourtant, même si tous les systèmes WIMP utilisent des images comme éléments clés pour interagir (l’icône et le pointeur), et sont par conséquent des interfaces graphiques, l'inverse n'est pas vrai. Certaines GUI sont basées sur des fenêtres, des icônes, des menus, et des pointeurs. Par exemple la plupart des téléphones mobiles représentent les actions possibles par des icônes, et certains possèdent même des menus, mais très peu utilisent le pointeur.

## Histoire
Ce type d'interface, inventé à la fin des années 1970 et répandu à partir des années 1980, est présent dès les années 1990 sur quasiment tous les types de systèmes d'exploitation, rendant l'apprentissage de la bureautique plus intuitif.
Ce changement de paradigme de l'interface en ligne de commande vers des interfaces graphiques (GUI) est liée notamment à la mise sur le marché par Apple du Lisa en janvier 1983, puis surtout du Macintosh en janvier 1984: ces deux modèles d'ordinateurs sont les premiers ordinateurs grand public à utiliser des interfaces de type WIMP, manipulables à la souris et reprenant à l'écran la métaphore du bureau.